# Balssipotamon ungulatum
Balssipotamon ungulatum е вид ракообразно от семейство Potamidae.

## Разпространение
Видът е разпространен във Виетнам.